# Fornnordiska
Fornnordiska (av danska: oldnordisk, på fornvästnordiska: norrǿnt mál, ungefär ”nordanmål”) kallas de övergripande nordgermanska språkvariationer som talades av de nordgermanska folken i Norden runt vikingatiden, från omkring mitten av 700-talet till mitten av 1300-talet i Norge och på Island och till slutet av 1100-talet i Sverige och Danmark, med oklara gränsdatum för starten av den självständiga färöiskan och grönlandsnordiskan. Av de vikingatida nordborna själva användes ibland uttrycket dansk tunga (dǫnsk tunga), ”danskt mål” eller bara ”danska” för att beteckna det inhemska språket.

## Varianter
|  | Övriga västgermanska språk som vid denna tid låg mycket närmare de skandinaviska språken än de gör idag (fornfrisiska, fornsaxiska, fornnederländska, fornhögtyska |

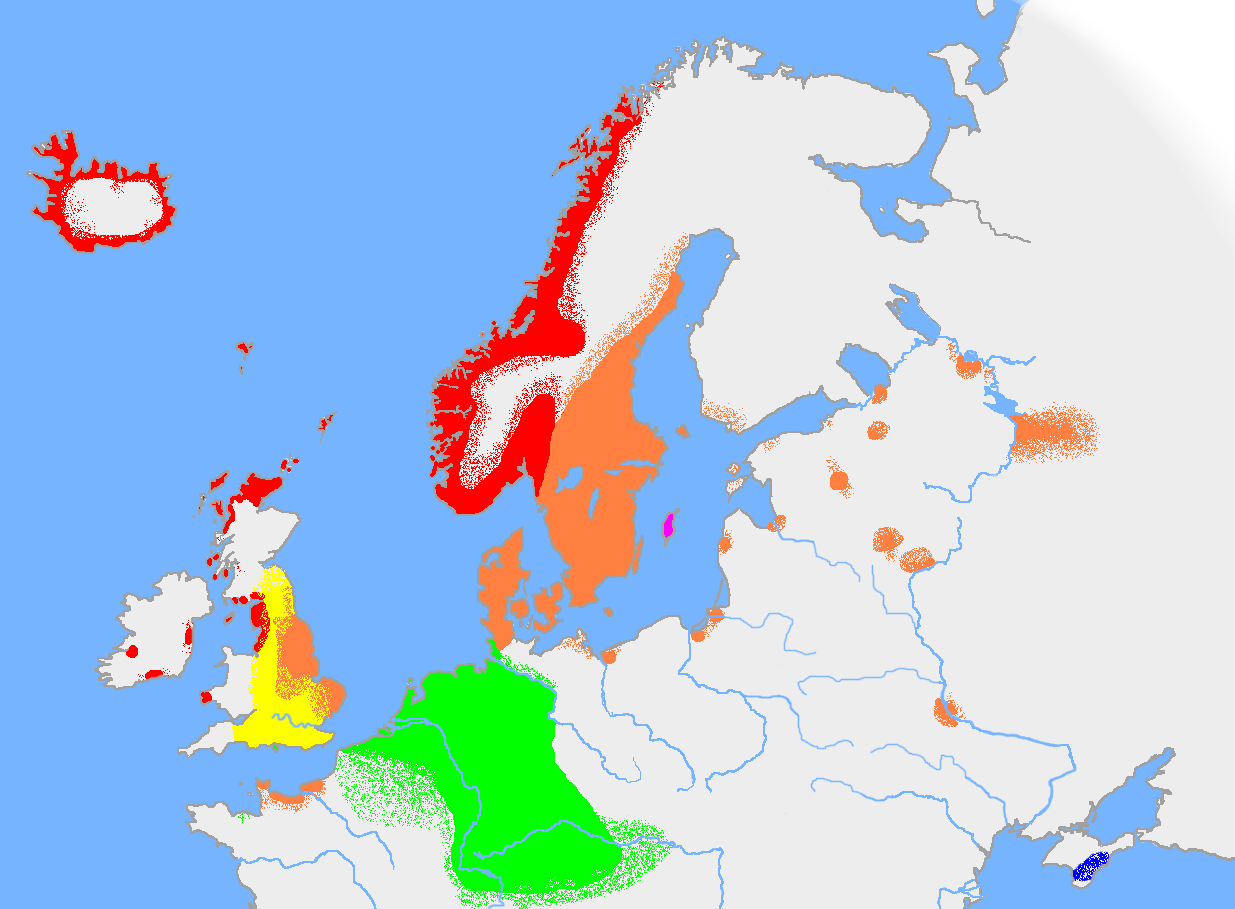
Den ungefärliga utbredningen av fornnordiska under 900-talet
Fornvästnordiska
Fornöstnordiska
Forngutniska (utbredning (på Gotland)Andra germanska språk
Fornengelska
Krimgotiska (östgermanskt språk)

Fornnordiskan förekom i tre kända huvudvarianter:
- forngutniska på Gotland
- fornvästnordiska, även kallat ”norrönt mål” (som helt enkelt betydde norska), i Norge, senare på Island, på Färöarna och på Grönland i takt med att de befolkades, indelat i: runnorska, fornisländska, fornfäröiska, norn, grönländsk nordiska
- fornöstnordiska i Danmark och Sverige, indelad i: rundanska och runsvenska, med väst-öst-blandningar i norra Sverige såsom runjämtska och forndalska med mera

Skillnaderna mellan de nordiska dialekterna var små under vikingatiden. Den främst kända dialekten är fornvästnordiskan, eftersom majoriteten av det fornnordiska skrivna materialet som finns bevarat är skrivet på denna dialekt, såsom eddorna, de isländska sagorna med mera. Dialekten överlevde även i stort sett oförändrad på Island fram till ungefär 1500-talet, varför isländsk medeltidslitteratur kan användas för att studera fornnordiska. Fornöstnordiskan hade jämförelsevis fler talare och var mest utbredd. Den är främst känd genom runinskrifter. Forngutniskan var den minsta dialekten och finns bevarad genom runinskrifter men också genom Gutasagan och Gutalagen.

## Runnordiska
Det inhemska skriftspråket för perioden bestod av bokstäver som kallas runor, även om latinska bokstäver infördes som separat skriftspråk med tiden. Vid talan om det skrivna fornnordiska språket kan dito återgivet med runor särskiljas som runnordiska.
För särskilda regionala varianter kan det vidare uppdelas i rundanska, runnorska och runsvenska, alternativt att prefixet ”run-” appliceras på en särskild språkbenämning, exempelvis runjämtska, alternativt om ett helt annat språk återgivits i runform, såsom runlatin.

## Historia

### Bakgrund
Fornnordiska utvecklades från urnordiska, som är känd från äldre runinskrifter, och gav upphov till dagens nordgermanska språk. På 700-talet hade urnordiskan som talades i Skandinavien genomgått några större förändringar och utvecklats till fornnordiska. Detta språk fortsatte att förändras under 800-talet, men förändringarna var inte likartade i hela språkområdet. 

### Utveckling och påverkan
Senast under 900-talet hade det splittrats upp i tre olika dialekter de ovan nämnda fornvästnordiska, fornöstnordiska och forngutniska. Språkgränserna utgjordes av natur- och geografibarriärer där dialekterna så att säga "flöt över" i varandra eftersom inga klara gränser fanns. Av denna anledning utgör till exempel språket i östra Norge under denna tid ett slags mellanstadium mellan fornvästnordiska och fornöstnordiska. 
Fornnordiskan har påverkat ett flertal av de främmande språk som nordmännen kom i kontakt med. Särskilt tydligt är detta i engelskan. Många engelska dialekter, till exempel lågskotska, innehåller en hög andel fornnordiska lånord, och det utdöda fornvästnordiska språket norn talades tidigare av ättlingarna till nordiska bosättare på Orkneyöarna och Shetlandsöarna. Även andra språk som ryska och till och med franska har påverkats av fornnordiskan.
Fornöstnordiska benämns ofta rundanska i Danmark respektive runsvenska i Sverige, även om dessa var i princip identiska fram till 1100-talet. Dialekterna bär denna benämning på grund av att de skrevs med runalfabetet, den så kallade futharken. Till skillnad från urnordiskan, som skrevs med den äldre 24-typiga futharken, skrevs fornnordiska med den yngre futharken som endast hade 16 runor. På grund av det begränsade antalet tecken användes många runor för en rad olika fonem. Runan som betecknade vokalen u användes också för att skriva o, ø och y. Runan för i användes även för att skriva e.

### Senare historia
Dagens efterföljare till fornnordiska är de östnordiska språken svenska och danska, samt västnordiska språken norska, isländska och färöiska. Forngutniskan gick emellertid under som skriftspråk på 1500-talet, men överlevde som talspråk på den gotländska landsbygden fram till modern tid. Genom sin isolering på Island och Färöarna har de två språk som talas där genomgått mindre förändringar än språken på fastlandet, vilka dessutom utvecklats liknande i fråga om grammatik och vokabulär, och man talar därför ofta om en kontinental och en insulär gren (ögren) av de nordiska språken.
I artiklarna nordiska språk, östnordiska språk och västnordiska språk finns mer uppgifter om de östnordiska språkens särdrag gentemot varandra och mot andra germanska språk.

### Fornnordiska begrepp
- Blåland – Afrika
- Blåman – mörkhyad
- Daner – skandinaver
- Hird – livgarde
- Huskarl – dräng
- Här – armé
- Miklagård – Konstantinopel
- Ruser – vikingar i österled
- Väringar – legoknektar i väringagardet